# Stokerij Lubberhuizen & Co
Stokerij Lubberhuizen & Co is een Nederlandse stokerij van eau de vie, gevestigd in Varik. Het was de eerste stokerij in Nederland die volledig ambachtelijk werkte. Inmiddels werken meer stokerijen zo; zij zijn verenigd in het Genootschap der Warme Stokers.
De stokerij destilleert fruit uit de Betuwe tot pure eau de vie zonder smaaktoevoegingen of essences. Het destillaat wordt ten minste drie maanden in mandflessen opgeslagen om te rijpen, zodat het zijn bouquet kan ontwikkelen. Gemiddeld een jaar na de pluk wordt de eau de vie gebotteld. Doordat het natuurlijke proces gevolgd wordt, kan de smaak van jaar tot jaar verschillen. Het assortiment beslaat diverse smaken, waaronder de specialiteiten morel, hulstbes, kornoelje, kweepeer, mispel en zwarte bes.
Sinds 2018 worden naast de eau de vie ook andere dranken geproduceerd, zoals gin, jenever, moutwijn, likeur, "Waalbitter" en eau de bière. De stokerij werkt ook in opdracht. Zo ontwikkelde zij in opdracht van restaurant RIJKS® van het Rijksmuseum Amsterdam, dat uitsluitend met Nederlandse producten werkt, de speciale Rijks eau de vie van kersen, mispels, peren en kweeperen.

## Geschiedenis

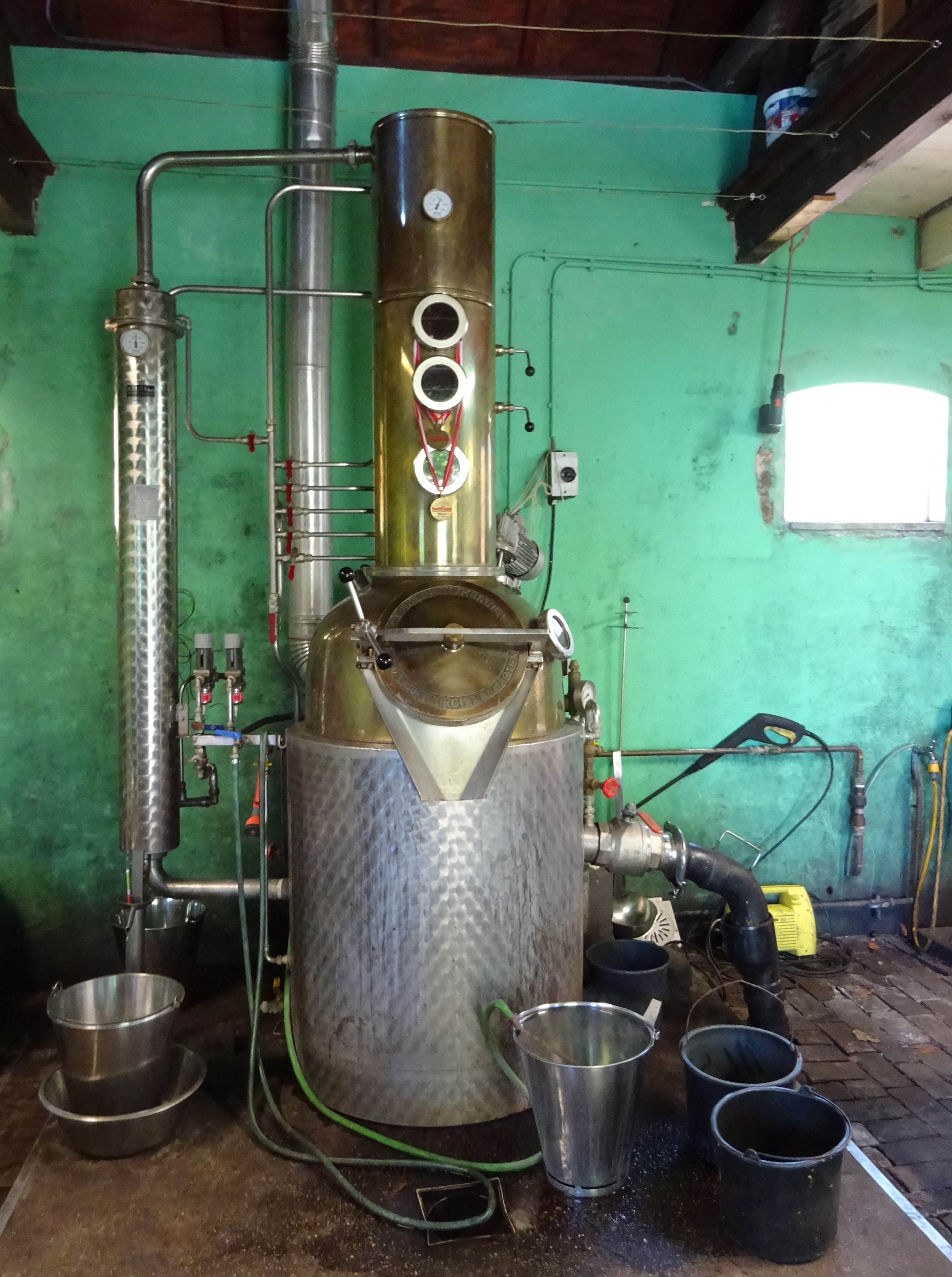
De destilleerketel

Uitgever en horeca-uitbater Bas Lubberhuizen en Henk Raaff, filmer en schrijver, gaven in 1991 Het volkomen stookboek uit. In 2004 volgden zij in Duitsland een stookcursus, en nadat zij een handgeslagen koperen destilleerketel konden importeren, begonnen zij in een gerestaureerd brandweerhuisje de stokerij, onder de naam Lubberhuizen & Raaff. Van 2010 tot 2017 was Raaffs dochter Ylva deels verantwoordelijk voor de productie. Sinds 2018 zijn Henk en Ylva Raaff niet meer bij de stokerij betrokken en zet broer Joost Lubberhuizen het bedrijf voort, vanaf 2025 samen met Michiel Spoor en Nick Sluijter onder de naam Lubberhuizen & Co.

## Onderscheidingen
In 2009, 2010 en 2019 nam de stokerij deel aan de internationale Destillatawedstrijd. Diverse smaken zijn bekroond met de Destillata award. In 2009 kreeg de kweeperen-eau de vie de Destillata-oorkonde 'Edelbrand des Jahres', de hulstbes-eau de vie won goud.